# ذ فانتشورز
ذ فانتشورز (بالإنجليزية: The Ventures)‏ هي فرقة روك موسيقية أمريكية، تأسست عام 1959 من طرف دون ويلسون، وبوب بوغلي، كانا يعملان في مجال البناء في سياتل، واشنطن. كان نجاح هذه الفرقة الحقيقي في الستينات من القرن الماضي.
باعت أكثر من 90 مليون نسخة وكانت من أكثر الفرق نجاحا على الإطلاق، خاصة في اليابان.

## وصلات خارجية
- ذ فانتشورز على موقع IMDb (الإنجليزية)
- ذ فانتشورز على موقع الموسوعة البريطانية (الإنجليزية)
- ذ فانتشورز على موقع ميوزك برينز (الإنجليزية)
- ذ فانتشورز على موقع أول ميوزيك (الإنجليزية)
- ذ فانتشورز على موقع ديسكوغز (الإنجليزية)
- ذ فانتشورز على موقع EncyclopediaOfSurfing.com (الإنجليزية)

- الموقع الرسمي